# Murzynno
Murzynno – wieś w Polsce położona w województwie kujawsko-pomorskim, w powiecie inowrocławskim, w gminie Gniewkowo.
Dawniej siedziba starostwa niegrodowego, w woj. inowrocławskim, w okresie rozbiorowym należąca do Księstwa Poznańskiego, w międzywojniu znajdująca się w woj. poznańskim, od 1938 r. w woj. pomorskim, w latach powojennych wieś należała do woj. bydgoskiego, a po 1998 roku do woj. kujawsko-pomorskiego. W II Rzeczypospolitej wieś o statusie gminnej, latach 1954–1971 Murzynno było siedzibą Gromadzkiej Rady Narodowej Murzynno, a po jej zniesieniu została przypisana do gromady Gniewkowo, po reformie do gminy Gniewkowo.
Według Narodowego Spisu Powszechnego (III 2011 r.) wieś liczyła 217 mieszkańców. Co do liczebności miejscowość jest siedemnastą co do wielkości w gminie Gniewkowo.

## Dzieje

### Dawne nazwy
Miejscowość dziś niewiele się różni od pozostałych wiosek Kujaw Zachodnich, ma jednak dość bogatą historię. Znaleziska archeologiczne potwierdzają istnienie tutaj bardzo wczesnego osadnictwa (około 2000 lat p.n.e.) oraz przebieg w tym rejonie Szlaku Bursztynowego. Miejscowość początkowo nazywała się Murin. Na przestrzeni wieków nazwa miejscowości ulegała licznym zmianom, około 1250 roku spotykamy Murin, następnie Moryn (1265 r.), Murinensis (1339 r.), Morin (1404 r.), Murzinow (1413 r.), Mursinow (1495 r.), Murzynno (1505 r.), a pod koniec zaborów (XIX/XX w.) nazwę wioski przemianowano na Gros Morin.

### Średniowiecze
Pomimo wczesnych śladów osadnictwa pierwsze wzmianki pisane nt. miejscowości, pojawiają się w związku z kupieniem jej części przez Krzyżaków. Dokumenty potwierdzają, że w 2. połowie XIII wieku miało miejsce nabycie przez zakon krzyżacki tej części wioski, która należała do biskupa włocławskiego. Z tego powodu nie należy domniemywać, że to nie wieś Murzynno wraz z Orłowem i Nieszawą została przekazana zakonowi przez Konrada Mazowieckiego w 1228 r., ale Murzynowo Murzynowo (województwo mazowieckie) – miejscowość położona bliżej ziemi dobrzyńskiej (oddalona 20 km od Płocka), położona przy ujściu rzeki Skrwy do Wisły, która na początku była wsią książęcą, czyli zapewne należała do Konrada Mazowieckiego. Rycerze Krzyżowi doceniający strategiczne położenie i walory obronne nabytej miejscowości, która była wówczas otoczona jeziorem i mokradłami, chcieli w Murzynnie utworzyć osobne komturstwo. Wprawdzie nie doszło do utworzenia samodzielnej komturii, ale istniał już urząd prokuratora oraz na pewien czas ustanowiono wicekomtura. Źródła historyczne informują o istnieniu w Murzynnie zamku, co potwierdza istniejąca fosa (jedna część fosy znajduje się na terenie parku wiejskiego). Po wyparciu Krzyżaków z terenu Kujaw należąca do nich własność ziemska przeszła w posiadanie króla, który ustanowił w niej starostwo niegrodowe obejmujące siedem wsi.

### Okres zaborów
Według słownika geograficznego, wydanego w roku 1885, w tej miejscowości zamieszkiwało 211 katolików, 54 ewangelików i 7 osób wyznania mojżeszowego. Była tu posiadłość ziemska o wielkości 676 ha bardzo dobrej gleby (pszenno-buraczanej), składająca się z trzech folwarków i będąca wówczas pod nadzorem rządu pruskiego. Poza tym we wsi znajdowało się również kilka znaczącej wielkości gospodarstw włościańskich oraz duże gospodarstwo proboszczowskie. Należy nadmienić, że choć Murzynno było wioską, to jednak pod koniec zaborów bardzo dobrze rozwiniętą. Na przełomie XIX i XX wieku były tu dwie osobne szkoły, na miejscu funkcjonował urząd pocztowy i urząd stanu cywilnego, z trzech kierunków doprowadzone były utwardzone drogi, istniała kolej wąskotorowa służąca głównie do przewozu płodów rolnych oraz dokonano imponujących prac melioracyjnych, które w konsekwencji doprowadziły do osuszenia jeziora i rozległych mokradeł.

### Kościół i parafia
Według informatora diecezjalnego z 1997 roku, Murzynno od XVI wieku stanowi siedzibą parafii katolickiej pod wezwaniem Św. Mateusza Ewangelisty. Początkowo kościół parafialny posiadał siedzibę w oddalonym o 2 km Brannie, gdzie parafia wzmiankowana była od XIII do XX wieku. Wydaje się, że za Sławomirem Joźwiakiem początki parafii można przesunąć na koniec XIV wieku, ale najpierw była to jednostka duszpasterska prowadzona przez krzyżaków, która obejmowała jedynie tę miejscowość. Dopiero od 1404 roku, gdy wielki mistrz Konrad von Jungingen lokował obok Murzynna wieś Nowe Murzynno, jednostka ta objęła dwie wioski. Pierwszy kościół w Murzynnie był drewniany i spłonął przed 1577 rokiem, ale po nim wybudowano następne, w roku 1854 na koszt rządu pruskiego, ale przy udziale parafian, powstała tu piąta z kolei świątynia, wykonana z cegły, w stylu barokowym. Kościół ten został następnie rozebrany w okresie międzywojnia, a na jego miejscu w 1935 roku powstał nowy, istniejący do dzisiaj, który stylem nawiązuje do wzorców barokowo-klasycystycznych.
Obecny Kościół pod wezwaniem Świętego Mateusza został pobudowany w 1935 roku. W kruchcie miejscowego kościoła znajduje się kamienna kropielnica, która prawdopodobnie została wykonana ze średniowiecznej chrzcielnicy. Wystrój świątyni jest prawie całkowicie współczesny, ale wykorzystano doń zabytkowe płaskorzeźby (z dawnej ambony), oraz barokowy krzyż. W parku wiejskim stary jesion - pomnik przyrody, można tam również oglądać pozostałości dawnej fosy zamkowej, oraz wykop w miejscu gdzie były piwnice dawnego pałacu. W obrębie dawnego folwarku rozparcelowanego na początku XX wieku, czyli niedaleko strażnicy Ochotniczej Straży Pożarnej, zachowało się kilka dawnych budynków dworskich. We wiosce znajduje się kilka budynków wymurowanych pod koniec XIX wieku, jako mieszkania dla pracowników folwarku. Istnieją do dzisiaj także dwa dawne budynki szkolne wykonane z czerwonej cegły (starszy położony jest tuż obok kościoła) oraz siedziba dawnej poczty.

### Zamek w Murzynnie

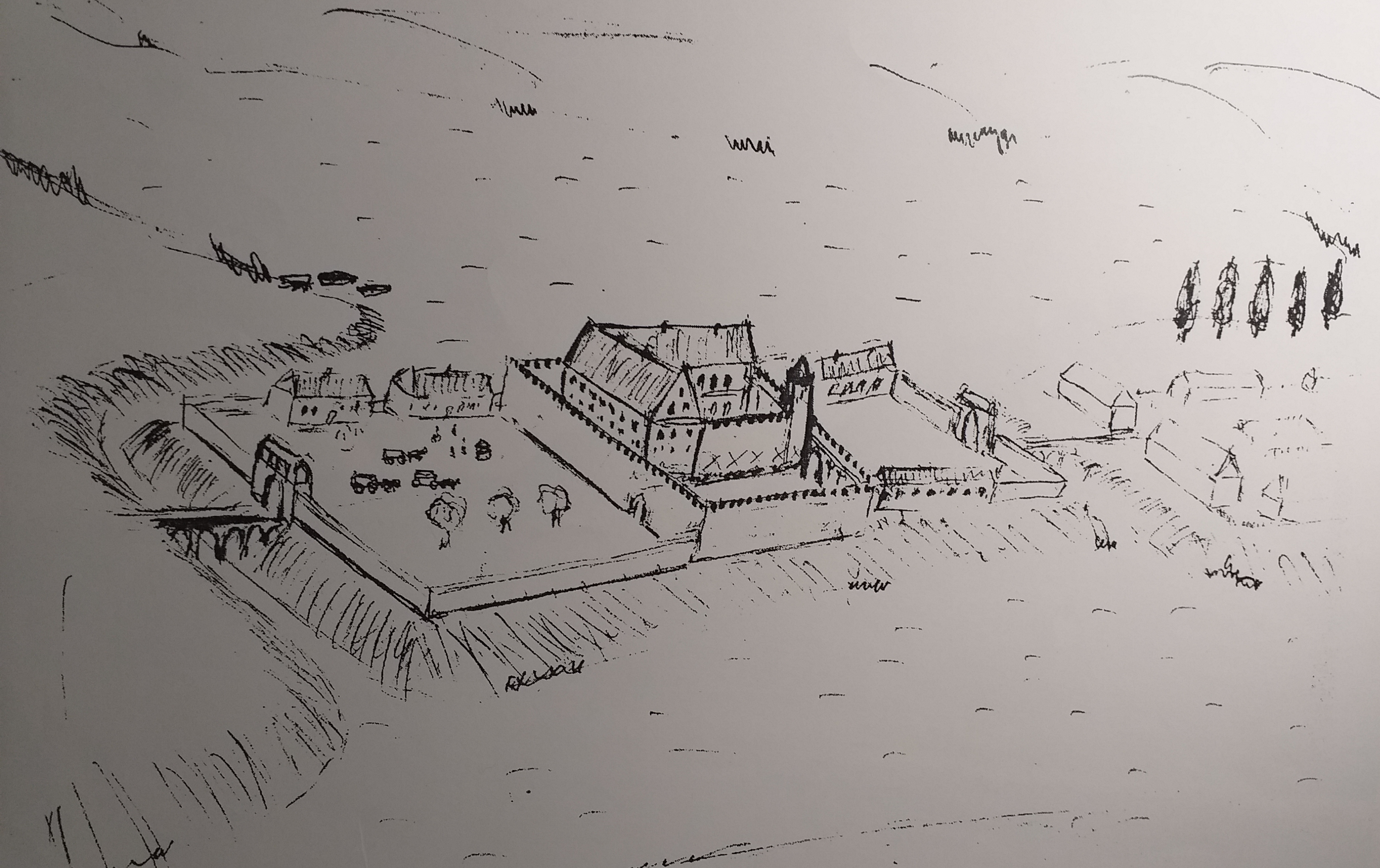

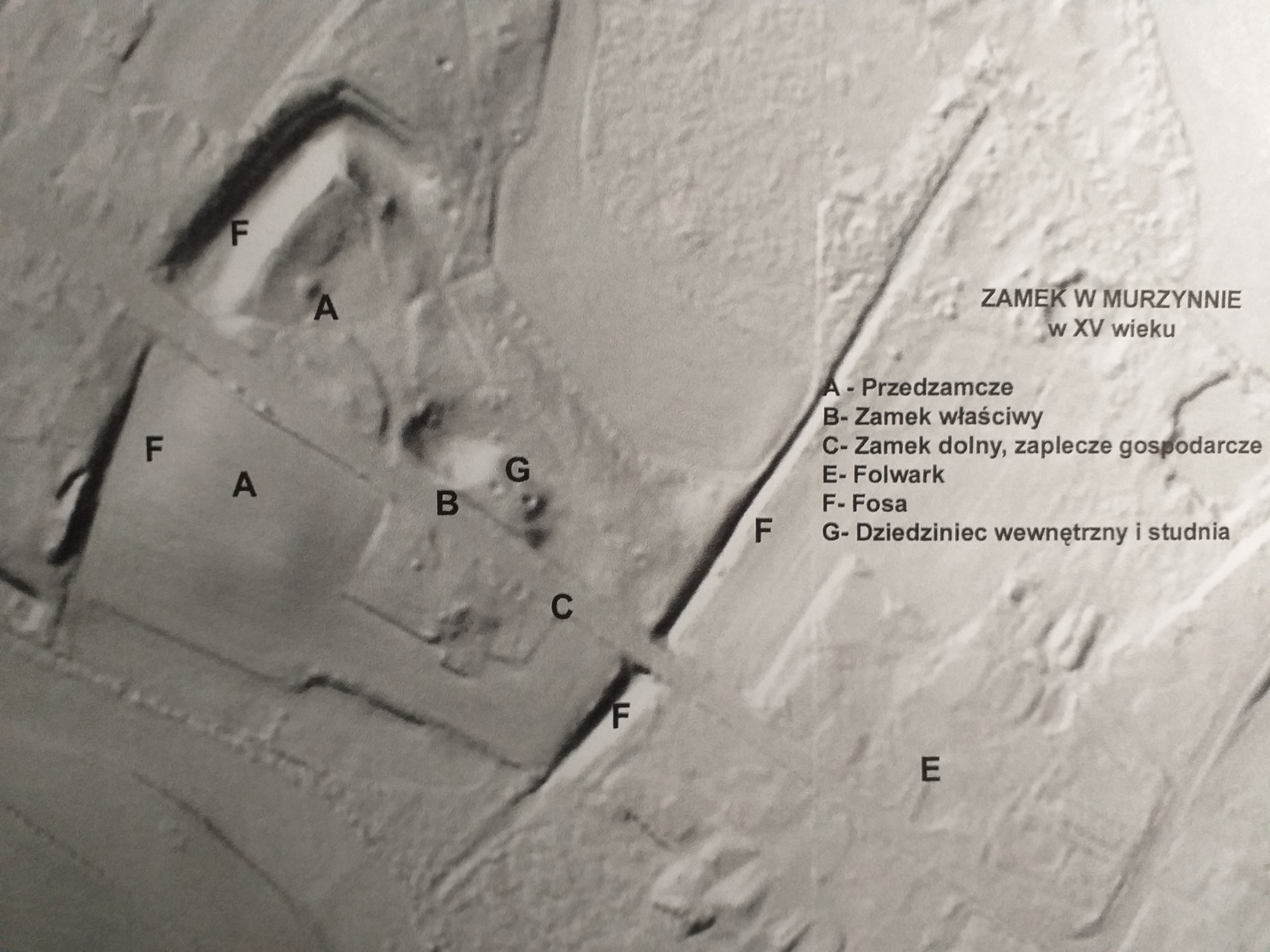

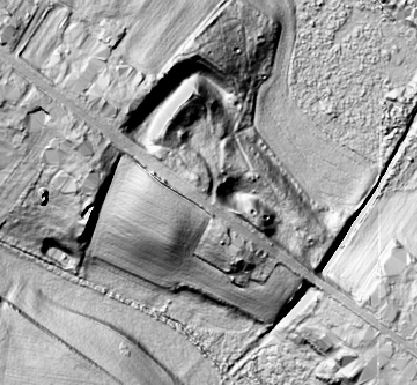
Zdjęcie lidarowe ukształtowania terenu

W miejscowości znajdowała się od 1271 roku siedziba wójta krzyżackiego, a następnie do 1394 roku prokuratora krzyżackiego. Przed 1339 rokiem Zakon krzyżacki zdecydował, że będzie mieściła się tu siedziba nowego komturstwa, dla którego rozpoczęto wznoszenie zamku. Wzmiankowano go pod nazwą castrum Murzin. Zamek ten został zburzony po podpisaniu polsko-krzyżackiego Pokoju w Mełnie z 1422 roku i odzyskaniu Murzynna przez Królestwo Polskie. Do dzisiaj w środkowej części wsi, na północ od głównej drogi, widać pozostałości nasypów ziemnych i fos. Zachowane są dwie platformy, z których mniejsza od zachodu zbliżona do czworoboku, mieszcząca zapewne budynek zamkowy, oddzielona w znacznej mierze czytelną fosą od platformy wschodniej, obejmującej przedzamcze. Zarys platformy wschodniej jest zatarty, prawdopodobnie w kształcie wydłużonego prostokąta. Na obu platformach oraz w otoczeniu zdziczały park krajobrazowy z okazami starodrzewia.

## Urodzeni w Murzynnie
- Edmund Boniewicz (1919-2006) – pallotyn, osobisty spowiednik kardynała Stefana Wyszyńskiego i autor kilku książek o miłosierdziu Bożym.
- Kazimierz Grus (1885-1955), rysownik i ilustrator książek, jeden z najpopularniejszych karykaturzystów polskich okresu międzywojennego.
- Wincenty Sobociński (1894-1959) – podpułkownik dyplomowany piechoty Wojska Polskiego.